# Micropygus bifenestratus
Micropygus bifenestratus är en tvåvingeart som beskrevs av Octave Parent 1933. Micropygus bifenestratus ingår i släktet Micropygus och familjen styltflugor. Inga underarter finns listade i Catalogue of Life.